# Portrait d'un noble oriental
Portrait d'un noble oriental (ou Noble oriental) est une peinture à la peinture à l'huile sur toile (152,7 × 111,1 cm) réalisée en 1632 par le peintre néerlandais Rembrandt.
Le tableau entre dans les collections du Metropolitan Museum of Art de New York en 1920 à la suite du legs Bequest de William K. Vanderbilt.

## Histoire et description
L'œuvre est signée et datée RHL VAN RIJN 1632.
Selon des informations d'archives, le tableau appartenait au marchand Marten Looten, qui en 1632 avait commandé son propre portrait à l'artiste. Le modèle inconnu porte une précieuse robe de style oriental, que le peintre peaufine dans les moindres détails, plus saillants sur le fond sombre. Rien n'indique si Rembrandt voulait incarner un personnage en particulier.
Le sujet appartient aux études de personnages individuels à inclure dans les scènes bibliques : commencées dans sa jeunesse, elles se sont poursuivies tout au long de l'activité de l'artiste. Cette œuvre est l'une des premières du genre exécutées en taille réelle et sur toile plutôt que sur bois.